# RAF Fylingdales

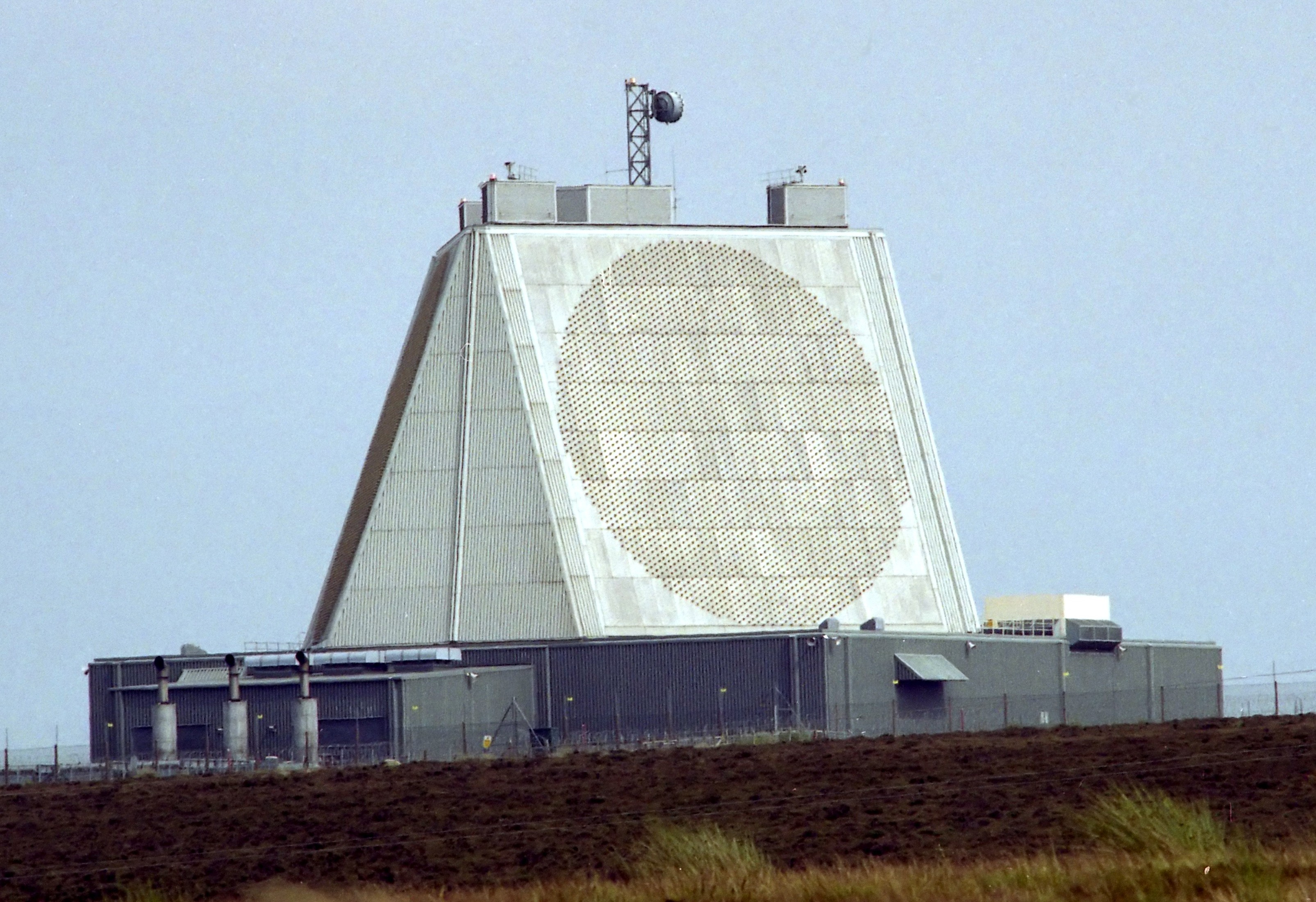
Die Radarstation RAF Fylingdales

RAF Fylingdales ist eine Basis der britischen Royal Air Force auf dem Snod Hill in den North York Moors in North Yorkshire, England. Das Motto der Station ist Vigilamus (lat. für „Wir wachen“). Die Radarstation ist Teil des von den USA geleiteten Ballistic Missile Early Warning System (BMEWS, Frühwarnsystem für ballistische Raketen), dessen Zweck es ist, vor einem bevorstehenden Raketenangriff zu warnen. Zur Zeit des Kalten Krieges war dies die sogenannte 4-Minuten-Warnung.

## BMEWS

Reichweiten der BMEWS-Stationen

RAF Fylingdales bildet zusammen mit den US-amerikanischen Radareinrichtungen auf der Thule Air Base in Grönland und auf der Clear Space Force Station in Alaska das BMEWS-Netzwerk der USA. Die von Briten und Amerikanern gesammelten Daten fließen dem North American Aerospace Defense Command (NORAD) zu.

## Die Radaranlage
Die primären Radaranlagen in RAF Fylingdales sind Active Electronically Scanned Arrays, die in den Seiten eines Pyramide genannten Tetraederstumpfes angebracht sind, was Fylingdales als einziger der Stationen eine 360°-Radarabdeckung ermöglicht. Jede der Seiten enthält ca. 2560 Sende-/Empfangseinheiten, deren Gesamtleistung etwa 2,5 MW bei einer Reichweite von mehr als 4500 Kilometern beträgt.

## Geschichte
Die Station wurde 1962 von der Radio Corporation of America (RCA) erbaut und von deren britischem Arm verwaltet. Sie bestand damals aus drei geodätischen Radarkuppeln von 40 Metern Durchmesser mit mechanisch gesteuerten Radaranlagen. Die Station wurde zum Touristenziel; den Busausflüglern wurde unter anderem anhand des Bordradios vorgeführt, dass die Radarstationen den Funkempfang störten.
Gemäß einer 2016 veröffentlichten Studie von amerikanischen Forschern um Delores Knippe, ging die Welt am 23. Mai 1967, auf dem Höhepunkt des Kalten Krieges, wahrscheinlich nur knapp an einer atomaren Katastrophe vorbei. An diesem Tag fielen sämtliche Frühwarn-Radarstationen des Ballistic Missile Early Warning System (BMEWS) in Kanada, Grönland und England aus. Die Verantwortlichen der US-Armee gingen von einem sowjetischen Angriff aus und ließen nuklear bestückte Bomber auf die Startbahnen rollen. Glücklicherweise konnten noch Astrophysiker des amerikanischen Air Weather Service (AWS) vor dem Start der Atombomber die Militärs davon überzeugen, dass die Radaranlagen von einem der heftigsten Sonnenstürme des zwanzigsten Jahrhunderts gestört wurden, ausgelöst durch große Sonnenflecken. Der Start der Bomber wurde abgebrochen.
Von 1989 bis 1992 baute Raytheon die Anlage um.
Seit in den späten 1990er-Jahren der US-Raketenschild (National Missile Defense, NMD) die Strategic Defense Initiative (SDI) abgelöst hat, ist RAF Fylingdales wieder Gesprächspunkt. Um Raketenstarts in Afrika und dem Nahen Osten besser überwachen zu können, wollten die USA die Station in die NMD eingliedern, was die britische Regierung 2003 genehmigte. Seither kam es wiederholt zu Demonstrationen der Campaign for Nuclear Disarmament (CND) und anderer Protestorganisationen.

## Umbau
Um Fylingdales an das NMD-Programm anzupassen, werden unter anderem die Computeranlagen der Station von Boeing mit dem Subunternehmer Raytheon für geschätzte Kosten von 449 Millionen britischen Pfund umgebaut. Das britische Verteidigungsministerium bestreitet in diesem Zusammenhang Berichte des Independent on Sunday, wonach die Regierung Blair der Stationierung von Systemen zur Raketenabwehr zugestimmt habe.

## Sonstiges
Das Lied „Fylingdale Flyer“ der Rockband Jethro Tull, veröffentlicht 1980 auf dem Album „A“, bezieht sich textlich auf die Frühwarnanlage und stellt sie insofern in Frage, als die Anlage nach wie vor von Menschen bedient werde, die die Anzeigen der Radargeräte fehlinterpretieren könnten, und dass technische Defekte als tatsächliche Signale fehlgedeutet werden könnten:

„They checked the systems through and they read a-o.k. / Some tiny fuse has probably blown / Sit back; relax and soon it will just go away / Keep your hands off that red telephone“

„Sie haben die Systeme überprüft, und sie waren in Ordnung / Wahrscheinlich ist nur eine kleine Sicherung durchgebrannt / Lehn dich zurück, es wird vorbeigehen / Lass die Finger von dem Roten Telefon“